# Isla del Sol

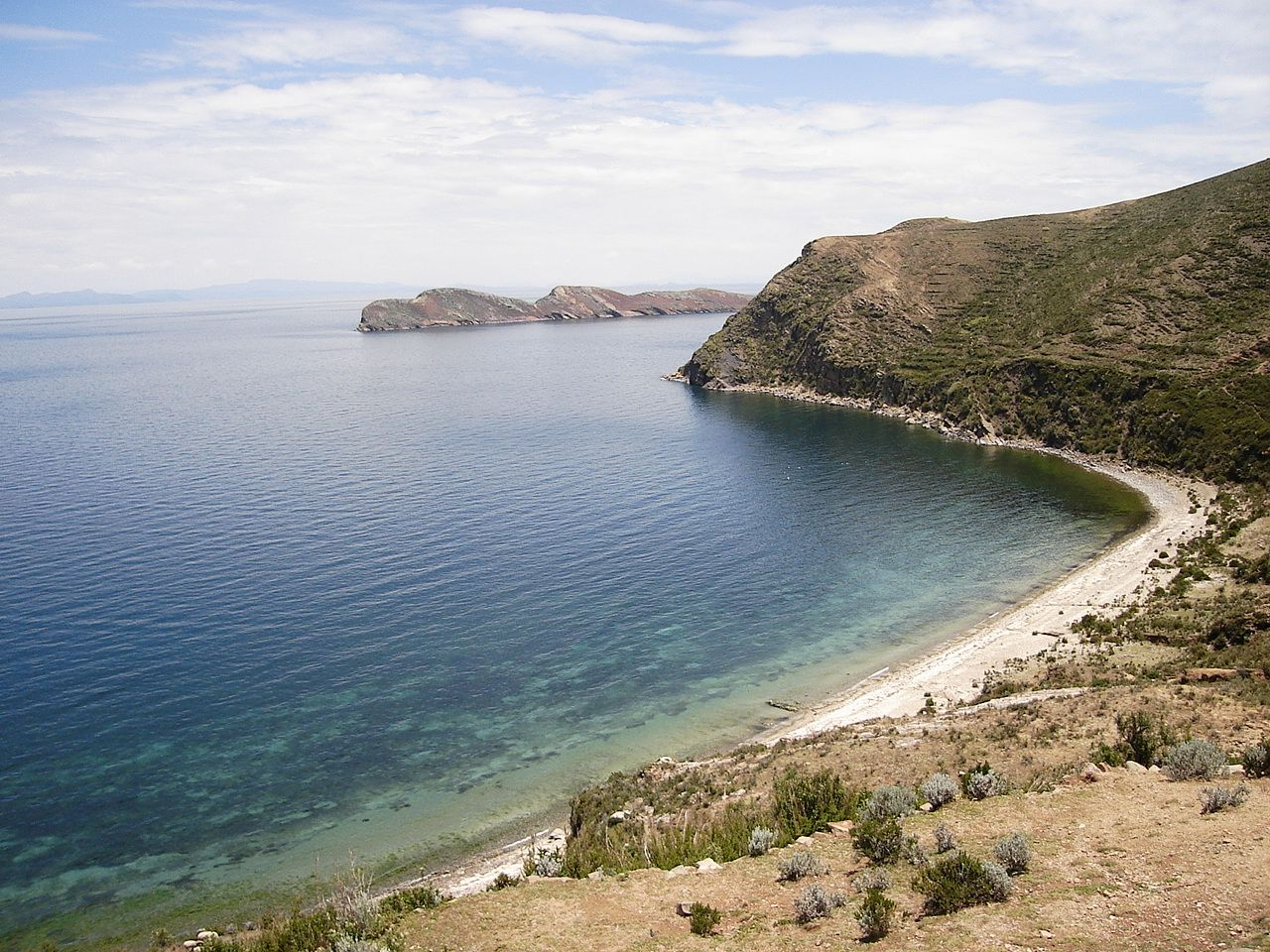
Isla del Sol

Isla del Sol is een eiland dat ligt in het Titicacameer in het grondgebied van Bolivia. Het eiland is heuvelachtig en bestaat voornamelijk uit rotsgronden. Volgens Inca-legendes is dit het eiland waar de zonnegod Inti werd geboren en daarmee hun beschaving begon.